# دین فونیکس
دین فونیکس (انگلیسی: Dean Phoenix؛ زاده ۲۵ آوریل ۱۹۷۴) یک بازیگر پورنوگرافی اهل ایالات متحده آمریکا است.